# Mirela Demireva
Mirela Demireva (Sofija, 28. rujna 1989.) bugarska je atletičarka koja se natječe u skoku u vis.

## Karijera
Prvi veći juniorski uspjeh postigla je nastupom na Svjetskom juniorskom prvenstvu 2006. u Pekingu, gdje se nije uspjela plasirati u završnicu. To je ispravila osvajanjem srebrnog odličja na istom prvenstvu 2008. u poljskom gradu Bydgoszczu, poznatom domaćinu atletskih juniorskih natjecanja. Na Europskom prvenstvu u atletici do 23 godine 2011. ispala je u početnoj fazi natjecanja s preskočenih 1,80 metara.
Prvi nastup u seniroskoj konkurenciji ostvarila je na Europskom prvenstvu 2012. u Helsinkiju, gdje ukupno završila na osmom mjestu, dok je na Europskom dvoranskom prvenstvu 2013. u Göteborgu završila ukupno sedma s preskočenih 1,87 metara.
Na Svjetskom prvenstvu 2013. u Moskvi završila je pretposljednja preskočivši 1,83 metara iz trećeg pokušaja.
Svoje prvo odličje u karijeri, i to srebrnog sjaja, osvojila je nastupom na Europskom prvenstvu 2016. u Amsterdamu, gdje je s preskočenih 1,96 metara dijelila srebrno odličje s litavskom skakačicom Airinė Palšytė.
Na Olimpijskim igrama u Rio de Janeiru osvojila je srebrenu medalju s preskočenih 1,97 m.
Na Europskom prvenstvu 2018. u Berlinu osvojila je srebrenu medalju s preskočenih 2,00 m.